# Euphorion (Autor)
Euphorion (* um 276 v. Chr. in Chalkis auf Euböa; † nach 223 v. Chr.) war ein griechischer Dichter und Schriftsteller des Hellenismus. Er studierte unter anderem bei den Philosophen Lakydes von Kyrene und Prytanis von Karystos. Später gehörte er zum Kreis der Herrscherin Nikaia von Korinth. Außer prosaischen Werken verfasste er Epen, Elegien und Epigramme in geschraubter Ausdrucksweise und dunkler Sprache. Euphorion starb als Bibliothekar des seleukidischen Königs Antiochos III.

## Textausgabe
- Felix Scheidweiler (Hrsg.): Euphorionis fragmenta. Georgi, Bonn 1908.